# Kereszterű tejelőgomba
A kereszterű tejelőgomba (Lactarius acerrimus) a galambgombafélék családjába tartozó, Európában honos, tölgyesekben élő, nem ehető gombafaj. 

## Megjelenése
A kereszterű tejelőgomba kalapja 4-12 cm széles, alakja eleinte domború, majd laposan kiterül, közepe bemélyedhet. Széle fiatalon erősen begöngyölt, idősen valamennyire kiterül, sokszor szabálytalan, lebenyes. Felszíne sima, síkos. Alapszíne szürkés krémszín, halvány sárgásbarnán, sárgásokkeresen körkörösen zónázott; a külső körök nagyobb, kerek foltokból állnak.
Húsa kemény, fehér színű, sérülésre fehér tejnedvet ereszt, amely nem vált színt. Szaga nem jellegzetes vagy kissé édeskés, gyümölcsös; íze erősen csípős.  
Kissé ritkás vagy közepesen sűrű lemezei tönkhöz nőttek vagy némileg lefutók. A tönk felé egyre több keresztér (anasztomózis) látható közöttük. Színük krémszínű, rózsaszínes árnyalattal.
Tönkje 2-5 cm magas és 1-2 (2,5) cm vastag. Alakja vaskos, hengeres vagy a töve felé vékonyodó, néha némileg excentrikus. Színe fehéres, krémszínű, sokszor sötétebb gödörkékkel
Spórapora fehéres, krémszínű. Spórája széles elliptikus vagy elliptikus, felszínét max 1 µm magas, hálózatot nem alkotó tüskék díszítik, mérete 10-14 x 8-11 µm. A bazídiumokban mindig két spóra található. 

### Hasonló fajok
Esetenként szabálytalan alakja, rövid tönkje és keresztbekötött lemezei alapján jól felismerhető, esetleg a begöngyöltszélű tejelőgombával, a fakószélű tejelőgombával, vagy a szárnyasspórás tejelőgombával téveszthető össze.  

## Elterjedése és termőhelye
Európában honos. 
Tölgyesekben található meg, humuszban gazdag talajon. Júliustól szeptemberig terem. 

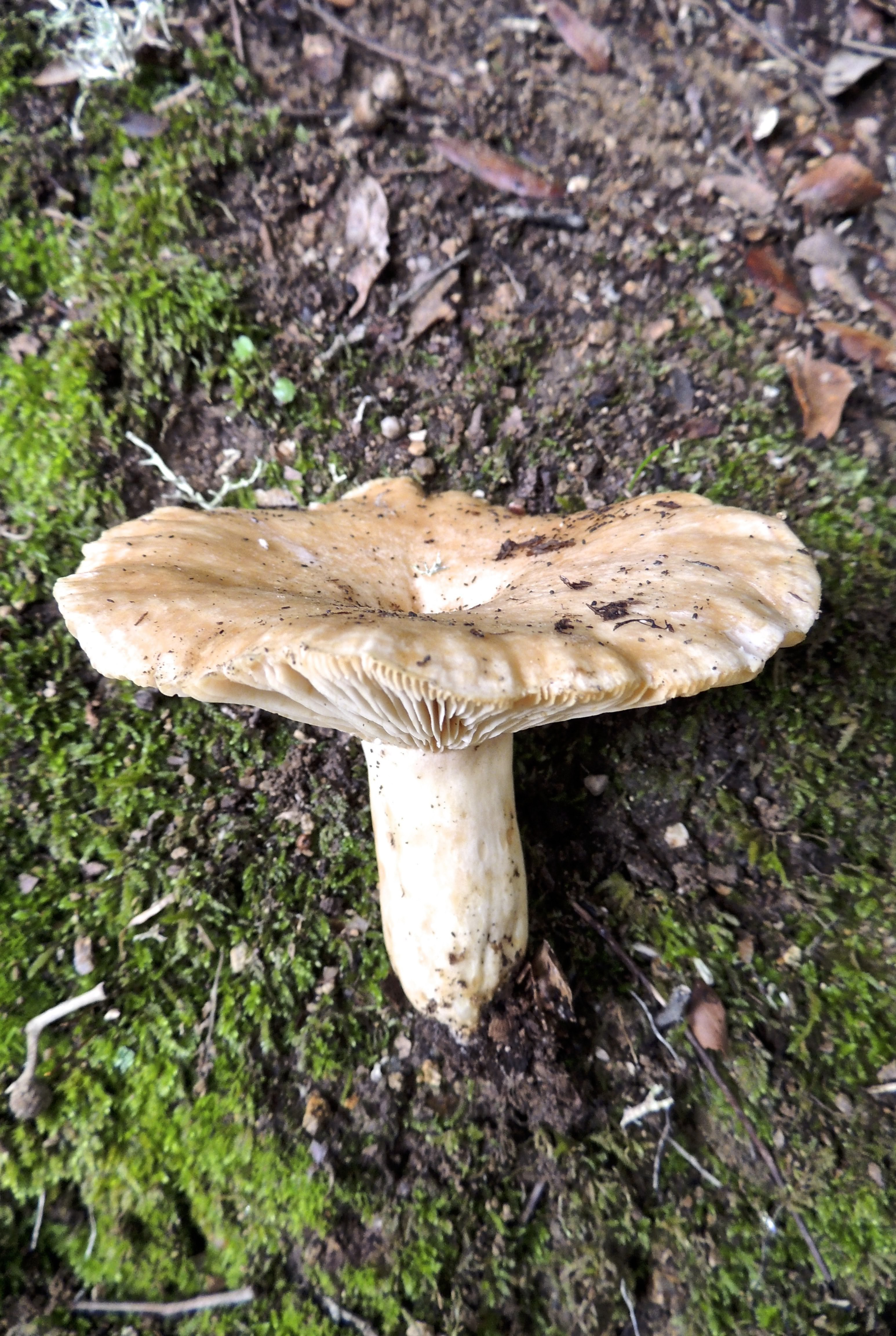
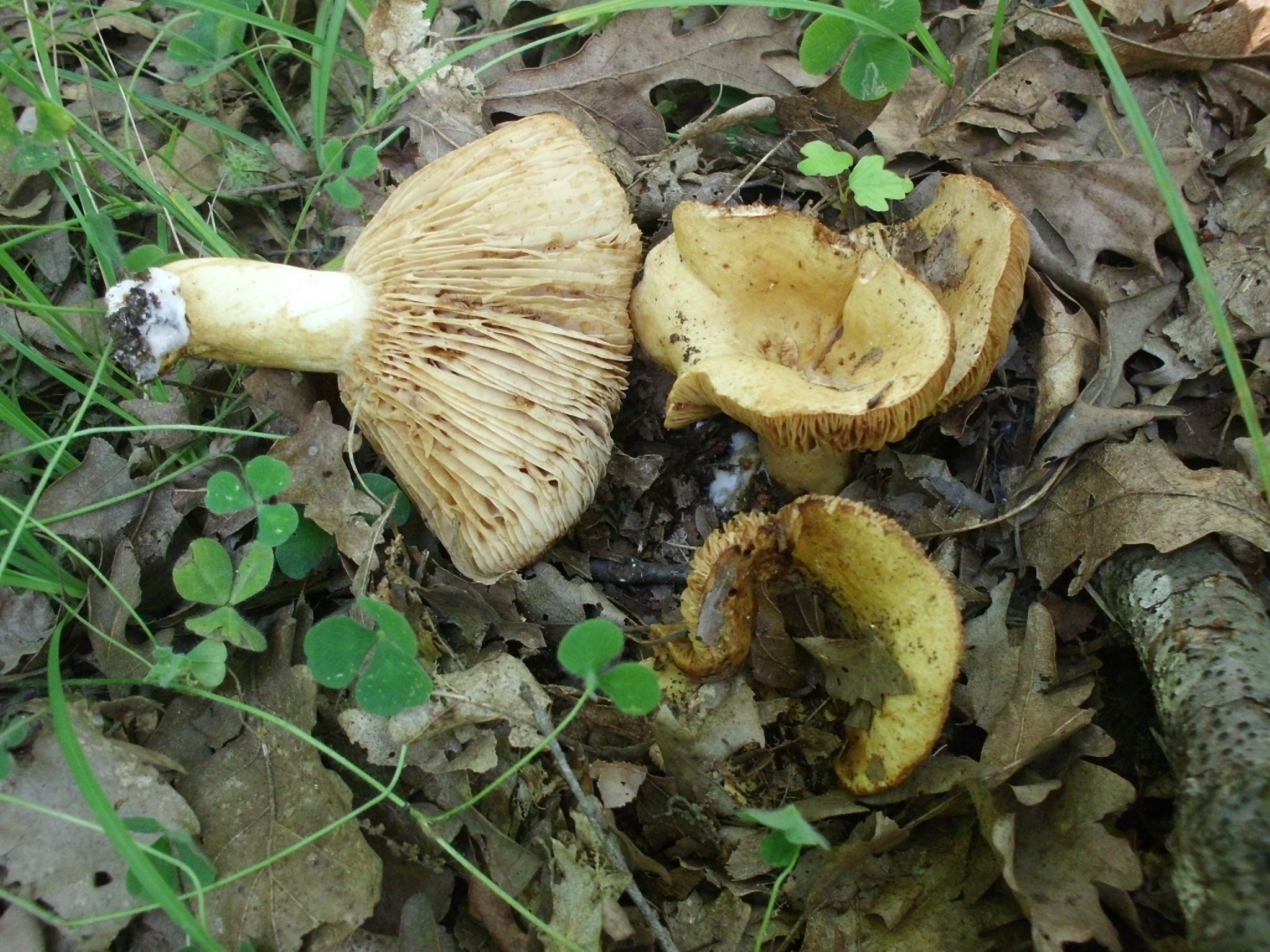
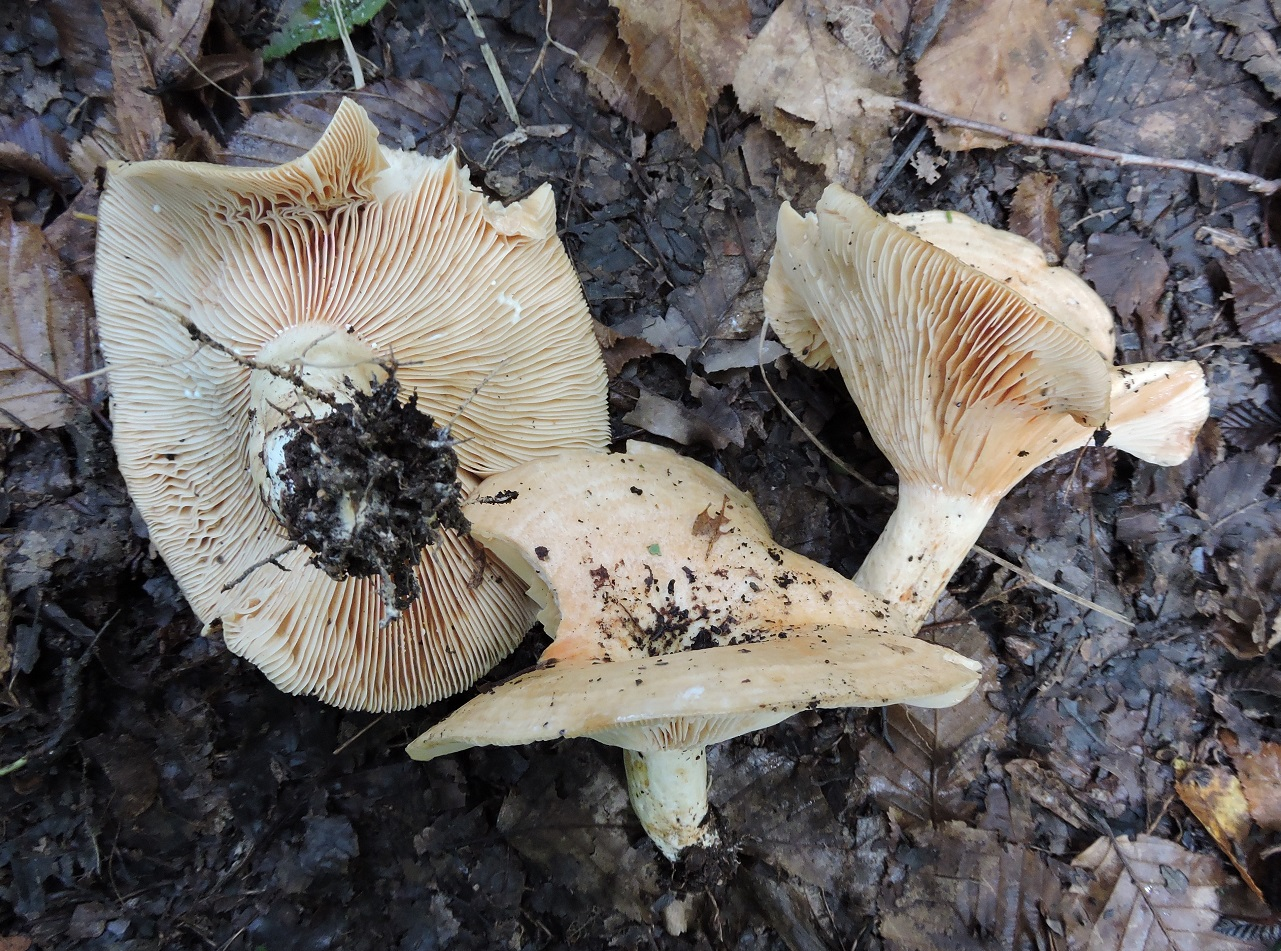

Nem ehető. 